# ناصر مکارم شیرازی

ناصر مکارم شیرازی (زادهٔ ۵ اسفندِ ۱۳۰۵) مجتهد و مرجع تقلید شیعه، نویسنده و مفسّرِ قرآن و استادِ درس خارج فقه و اصول در حوزهٔ علمیهٔ قم است. او یکی از هفت مرجع معرفی‌شده از سوی جامعه مدرسین حوزه علمیه قم در سال ۱۳۷۳ بعد از درگذشت محمّدعلی اراکی است.
مکارم شیرازی از جوانی تألیفاتی داشته و تا پایانِ قرنِ چهاردهمِ هجریِ خورشیدی نزدیک به یک‌صد کتاب از وی منتشر شده است. وی از مدیران مجلّهٔ مکتب اسلام به‌ویژه پیش از انقلابِ ۱۳۵۷ بود. تفسیر نمونه حاصل کار گروهی به سرپرستی اوست. مدارس علمیه مانند مدرسه فقهی امام کاظم، مؤسسات پژوهشی مانند مرکز تخصصی شیعه‌شناسی و همچنین شبکه ولایت از جمله مراکزی است که از سوی دفتر وی اداره می‌شود.
وی از جمله فقیهان در نظام جمهوری اسلامی ایران است که به فساد بزرگ اقتصادی متهم شده است.

## زندگی
ناصر مکارم شیرازی در ۵ اسفندِ ۱۳۰۵ در شیراز به دنیا آمد. پدرش علی‌محمّد و جدّش محمّدکریم و جد اعلایش محمدباقر و جد بالاتر محمدصادق بوده‌اند.
پدربزرگش محمّدباقر در «سرای نو» شیراز تاجر بود، لباسی شبیه لباس روحانیّت می‌پوشید و پیوسته در مسجد مولای شیراز به جماعت حاضر می‌شد و محترم و معتمد بود. جدّش محمّد کریم فرزند محمّدباقر که او نیز عمّامه‌ای بر سر داشت و در بازار در اثنای کار، کلاه پوستینی بر سر می‌گذاشت، در سرای گمرک شیراز و سپس در بازار وکیل به تجارت مشغول بود و از مرتبطین و نزدیکان محمدجعفر محلاتی؛ پدر بهاءالدین محلاتی و سید محمد جعفر طاهری به حساب می‌آمد. پدر وی، علی محمد، از تجار معروف شیراز بود. مکارم شیرازی در مورد پدرش می‌گوید:
پدرم علاقه زیادی به آیات قرآن داشت در دورانی که در مدارس ابتدایی تحصیل می‌کردم، گاهی شبها مرا به اتاق خودش فرا می‌خواند و به من می‌گفت: ناصر! کتاب آیات منتخبه و ترجمه آن را برای من بخوان (این کتاب مجموعه آیاتی بود که در زمان رضاشاه در مدارس به عنوان تعلیمات دینی تدریس می‌شد) من آیات و ترجمه آن را برای او می‌خواندم و او لذّت می‌برد. وی تحصیلات ابتدایی و دبیرستانی خود را در شیراز به پایان رسانید؛ و سپس در سن ۱۴ سالگی مشغول تحصیلات دینی شد.

### زندگی حوزوی

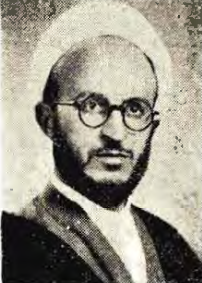
مکارم شیرازی در ۱۹۶۰ میلادی

آغاز دروس دینی مکارم در مدرسه آقا باباخان شیراز بود، وی پس از فراگیری علوم صرف، نحو، منطق، بیان و بدیع به رشتهٔ فقه و اصول روی آورد و مجموع دروس مقدماتی و سطح متوسط و عالی را در مدتی نزدیک به ۴ سال به پایان رساند.در همین سال‌ها گروهی از طلاب حوزه علمیه شیراز را نیز درس می‌داد. او در ۱۸ سالگی حاشیه‌ای بر کفایة الاصول آخوند خراسانی نوشت و در همان سال، وارد حوزه علمیه قم شد و نزدیک پنج سال در درس‌های اساتیدی چون سید حسین بروجردی شرکت کرد.
وی در سال ۱۳۶۹ (قمری)، وارد حوزهٔ علمیه نجف شد و در سال ۱۳۷۰ (قمری). به ایران بازگشت و در قم به تدریس سطوح عالی و سپس خارج اصول و فقه پرداخت. در سال ۱۳۳۶ به اتفاق جمعی دیگر، ماهنامهٔ مکتب اسلام را زیر نظر سید محمدکاظم شریعتمداری و دارالتبلیغ اسلامی راه‌اندازی کرد.
در حال حاضر درس خارج وی یکی از پرجمعیت‌ترین دروس حوزه علمیه قم است و بیش از ۲۰۰۰ نفر از طلاب در درس او شرکت می‌کنند.
او کتاب‌هایی در رشته‌های گوناگون عقاید و معارف اسلامی و مسئلهٔ ولایت، تفسیر، فقه و اصول نوشته است. از آثار او تاکنون بیش از ۲۰۰ عنوان کتاب به چاپ رسیده که برخی از آن‌ها بیش از ۳۰ بار تجدید چاپ شده و برخی به بیش از ۱۰ زبان زندهٔ دنیا ترجمه شده و در کشورهای گوناگون انتشار یافته است. مهم‌ترین اثر قرآنی وی کتاب تفسیر نمونه (۲۷ جلد به همراه یک جلد تفسیر موضوعی قرآن کریم) است که با همکاری چندین نفر (محسن قرائتی، محمدرضا آشتیانی، سید حسن شجاعی کیاسری، محمد جعفر امامی، داود الهامی، عبدالرسول حسنی، سید نورالله طباطبایی، محمود عبداللهی محمد محمدی) نوشته شده است.
از جمله کتب فقهی او: «انوار الفقاهه»، «القواعد الفقیة» و «انوار الاصول» و «تعلیقات مستدل» و مشروحی بر تمام عروة الوثقی است که مکرر به چاپ رسیده است. رسالهٔ عملیه وی (توضیح المسائل) تاکنون بارها چاپ شده و این رساله به زبان عربی و اردو و ترکی آذربایجانی و انگلیسی نیز ترجمه و منتشر شده است. همچنین رساله، همراه با چند جلد از کتب استفتائات وی، اکنون به‌صورت نرم‌افزاری برای تلفن‌های همراه ارائه می‌شود.

#### دریافت جایزه علمی سلطنتی
ناصر مکارم شیرازی در سال ۱۳۳۵ و در ۲۹ سالگی طی یک مراسم سلطنتی جایزه بهترین کتاب سال را بابت تصنیف کتاب فیلسوف‌نماها از دست محمدرضا شاه پهلوی دریافت کرد. به نقل از روزنامه اطلاعات صفحه چهارده که به برندگان جایزه کتاب سال و دیدار آنان با محمدرضا پهلوی اشاره شده است: روز اول فروردین پس از این که جمعی از برندگان جایزه سلطنتی جایزه خود را از شاهنشاه دریافت کردند شخص شاه در خصوص ایدهٔ نوشتن کتاب از آقای مکارم شیرازی سؤال کرد:
شما از کجا به این فکر افتادید؟ آقای مکارم شیرازی توضیح داد که از چندی به این طرف در حوزه علمیه قم عده‌ای از طلاب علوم به مطالعه در باب مکاتب فلسفی همت گماشته، و به‌خصوص در اطراف مکتب ماتریالیسم – که اساس مطلب کمونیسم می‌باشد، به مطالعه و تحقیق پرداخته‌اند.
کتاب نگارش یافته به سبک رمان و با مقصد تجزیه و تحلیل و انتقاد به مکتب کمونیسم تألیف یافته بود.

### زندگی سیاسی
وی پیش از انقلاب چند بار دستگیر و به زندان افتاد و به سه شهر چابهار، مهاباد و انارک تبعید شد. وی در انارک، به سبب نزدیکی به اصفهان، فعالیت سیاسی زیادی داشت و با مبارزان در ارتباط بود، ساواک چندین مرتبه به خانه موسی ملکی انارکی که ناصر مکارم در آنجا زندگی می‌کرد، حمله کرد. بعد از انقلاب وی در تدوین قانون اساسی در خبرگان اول نقش مؤثری داشت.

## فتواهای مهم
- ممنوعیت برقراری ارتباط با رسانه‌ها و سایتهای خارجی.[۱۷]
- همان‌گونه که امام منصوب از جانب خداست، فقیهان از طرف امام منصوب عام به ولایت‌اند؛ و انتخاب فقیهی از میان فقیهان (بر اساس اولویت و افضلیت) برای ولایت -به‌عنوان تشخیص مصداق- باید به اهل خبره مراجعه کرد؛ ولی برای دفع تهمت استبداد و وسوسه‌های معاندان و برای اعتماد بیشتر مردم به حکومت اسلامی و مساعدت ایشان با آن، می‌توان به جهت حکم ثانویه ولی فقیه را با واسطه رأی مردم انتخاب نمود.[۱۸]
- جواز ترک حجاب در ضرورت: به فتوای مکارم شیرازی، اگر دختران مسلمان در شرایطی قرار بگیرند که گذراندن دروس عالی جز با عدم رعایت حجاب امکان‌پذیر نباشد، به مقدار ضرورت می‌توانند حجاب اسلامی را رعایت نکنند. این فتوا در پاسخ به پرسشی دربارهٔ وظیفه دانشجویان زن مسلمان در کشورهایی مانند ترکیه صادر شده است. انتشار این فتوا در رسانهها، برخی واکنش‌ها را در پی داشت. دفتر مکارم شیرازی، در توضیحی، حجاب زنان در اسلام را از ضروریات دین اسلام دانست، اما در عین حال تأکید کرد که بنابر فتوای مذکور، در موارد ضرورت، اجازه ترک حجاب داده می‌شود.[۱۹]
- ممنوعیت اخذ جریمه به دلیل دیرکرد در پرداخت وام.[۲۰]
- خدمات اینترنتی پرسرعت تلفن همراه و تلفن همراه نسل سوم، در صورت عدم نظارت بر خلاف موازین شرعی، اخلاقی و انسانی است.[۲۱]
- برابر بودن دیه‌ی اهل کتاب (مسیحیان، یهودیان، زرتشتیان و…) با دیهٔ مسلمانان[۲۲]
- جواز ورق بازی: اگر ورق بازی در عرف عام از حالت قمار خارج شده باشد، بازی بدون برد و باخت مالی آن اشکالی ندارد.[۲۳]
- فتوای حرمت سیگار: هرگونه استعمال یا خرید و فروش سیگار به خاطر ضررهای آن حرام است.[۲۴]
  - خلق پول بانکی: خلق پول بانک‌ها کلاهبرداری و حرام هست.
- ممنوعیت کودک‌همسری و ازدواج زیر ۱۳ سال: در عصر و زمان ما ثابت شده که این ازدواج‌ها به مصلحت دخترها و پسرها نیست و دارای مفاسدی است و با توجه به این که غبطه و مصلحت باید رعایت شود این‌گونه ازدواج‌ها باطل است و اعتباری ندارد.[۲۵][۲۶]

## دیدگاه‌ها

### مخالفت با وزیر شدن زنان
پس از معرفی سه کاندیدای زن جهت تصدی مقام وزارت، یکی از نمایندگان مجلس اعلام کرد مکارم شیرازی و صافی گلپایگانی در مورد وزیر شدن زنان شبهه فقهی دارند. مکارم شیرازی در همین زمان گفت وزیر شدن زنان دنباله‌روی از نظام ارزشی غرب است. وی پرسید: آیا انتخاب وزیر زن مشکلی از جامعه زنان حل می‌کند؟

### انتخابات ۱۳۸۸
وی در مرداد ۸۸ طی بیانیه‌ای خواستار تعیین تکلیف بازداشت‌شدگان پس از انتخابات ریاست جمهوری شد. وی همچنین از مسئولان خواست «بازداشت‌شدگانی که خطایی ندارند یا خطایشان بر طبق رأفت و رحمت اسلامی قابل ارفاق است، هر چه زودتر آزاد شوند.»
مکارم شیرازی در مورد تظاهرات جنبش سبز در تاسوعا و عاشورای ۱۳۸۸ بیانیه‌ای صادر کرد و گفت: «روز عاشورا درحالی‌که مردم کشور ما از کوچک و بزرگ، مرد و زن در آتش عشق حسینی می‌سوختند و ناله‌های عاشقانه سر می‌دادند و در هر کوی و برزن به سوگ نشسته بودند و با نظم و خلوص نیت مشغول عزاداری و نوحه‌سرائی بودند گروهی از مغرضان به بعضی از خیابان‌های تهران ریختند و قداست مراسم حسینی را که عامل وحدت صفوف همه ملت است شکستند، نخست به شعارهای سیاسی ساختارشکن پرداختند و سپس اقدام به تخریب اموال مردم و آتش زدن آن‌ها نمودند» وی در این بیانیه خواستار محکوم کردن حرمت‌شکنان و نیز نکوبیدن بر طبل اختلافات شد.
پس از چندی دادگاه برای محمدامین ولیان دانشجوی دانشگاه دامغان که در روز عاشورا حضور داشت، حکم اعدام صادر کرد و برخی وبگاه‌ها مدعی شدند که این حکم بنا بر فتوای مکارم شیرازی در مورد محارب بودن حرمت‌شکنان عاشورا صادر شده است. مکارم شیرازی این شایعه را تکذیب کرد و گفت: «ما مطلقاً چنین فتوایی دربارهٔ چنین اشخاصی نداده‌ایم و این شیطنتی است که بعضی از سایت‌ها انجام داده‌اند.» وی افزود: «ما می‌دانیم بعضی از جوان‌ها تحت تأثیر هیجانات خاصی دست به بعضی از خشونت‌ها زده‌اند که باید آن‌ها را ارشاد و راهنمایی کرد.»

### ابراز تأسف از لغو شدن تفکیک جنسیتی در دانشگاه‌ها
مکارم شیرازی گفته که از شنیدن خبر عدم اجرای تفکیک جنسیتی در دانشگاه‌ها و اینکه برخی مسئولان مسئله جداسازی را یک امر سطحی و غیر حکیمانه می‌دانند، بسیار متأثر شده است. او همچنین مدعی شد در آلمان تفکیک جنسیتی انجام گرفته تا بازده کار دانشگاه‌ها افزایش یابد.

### مخالفت با نظام دادرسی ایران
مکارم شیرازی در تیر ۱۳۹۰ در یک سخنرانی در حرم علی بن موسی‌الرضا به مضروب کردن یک طلبه در حال انجام امر به معروف و همچنین قتل روح‌الله داداشی اشاره کرد و عامل آن را مشابهت نظام قضایی ایران با غرب و ترک تشریفات قضایی را راه حل آن دانست. وی گفت مراحل انتقال پرونده از کلانتری به دادگستری و پس از آن انتخاب وکیل و بعد از آن انکار اعترافات ثبت شده به توصیه وکیل به بهانه اخذ آن‌ها در زیر شکنجه و مدت رسیدگی چند ماهه، متهمان را جسور می‌کند. او گفت که عقیده دارد باید شعبه قضایی به سبک دادگاه‌های علی بن ابی‌طالب با حضور چند مجتهد تشکیل شود و با دقت، ولی با سرعت و حذف تشریفات، حداکثر در عرض یک هفته این مجرمان را به اشد مجازات برسانند.
حسن یوسفی اشکوری در نقد این اظهارات گفت در زمان پیامبر اسلام و جانشینان او اصلاً دادگاه به معنای امروزی آن وجود نداشته و پیامبر اسلام و جانشینان او در جلوی مسجد به شکایات شاکیان از طریق مطرح کردن چند پرسش رسیدگی و طی چند دقیقه به صدور حکم اقدام می‌کرده‌اند که در دنیای پیچیدهٔ امروز این شیوه نه قابل اجراست و نه به برقراری عدالت و کاهش جرم منجر می‌شود. او همچنین گفت مکارم شیرازی با متهم کردن قوه قضائیه به دنباله‌روی از غرب و غرب‌زدگی در واقع دو ولی فقیه جمهوری اسلامی در تاریخ سی و دو ساله آن را به غرب‌زدگی متهم می‌کند.

### عملکرد دولت احمدی‌نژاد
مکارم شیرازی در دیدار با علی ربیعی، وزیر تعاون، کار و رفاه اجتماعی دولت یازدهم ایران، اظهار داشت مشکلات پیچیده‌ای توسط دولت دهم ایران به وجود آمده که حل کردن آن‌ها کار سختی است و تاکنون دولتی در ایران بر سر کار نیامده که در ابتدای فعالیت خود با چنین مشکلاتی روبرو شده باشد. وی دولت دهم ایران را دولتی توصیف کرد که به جای مشکل زدایی، مسبب ایجاد مشکلات متعدد بوده است.

### تکذیب دیدار وزیر علوم دولت روحانی
در حالی که رضا فرجی دانا، وزیر علوم، تحقیقات و فناوری دولت روحانی به قم سفر کرده بود و رسانه‌ها از دیدار وی با مراجع خبر دادند، مکارم شیرازی در جلسه درس خارج فقه خود عنوان کرد که مطلب لازمی را باید در اینجا تذکر بدهم و آن اینکه همگان توجه داشته باشند وزیر به قم آمد و برخی از آقایان هم با وی ملاقات کردند ولی در برخی رسانه‌ها مشاهده کردیم که خبر دیدار من با او را نیز چاپ کرده بودند.
وی این دیدار را تکذیب کرد و مدعی شد افرادی واسطه شده بودند ولی او گفته که آمادگی دیدار با وزیر علوم را ندارم و دلیل این کار انتصابات از جمله انتصاب توفیقی به معاونت وزارت علوم دانست.

### اظهارنظر در خصوص اینترنت پرسرعت
وی در پاسخ به استفتایی در خصوص خدمات اینترنت پرسرعت موبایل توسط عرضه‌کننده‌های سیم‌کارت تلفن همراه در ایران، اعلام داشت با توجه به مفاسدی که با در اختیار گذاشتن این خدمات نزد جوانان و نوجوانان، ممکن است صورت گیرد، تا زمانی که ساز و کاری برای جلوگیری از جنبه‌های منفی این خدمات، به‌وجود نیامده، خدمات نسل سوم تلفن همراه و بالاتر از آن، برخلاف شرع و برخلاف موازین اخلاقی و انسانی می‌باشد. چند نفر از نمایندگان مجلس شورای اسلامی نیز با استقبال از این استفتا، در صورت پیروی نکردن وزیر ارتباطات از این حکم، وی را تهدید به استیضاح کردند.
اما مکارم شیرازی در نشستی با علی لاریجانی، رئیس مجلس ایران٬گفت متأسفانه برخی‌ها صحبت‌های من را تحریف کردند. او با اعلام این‌که «قطعاً غربی‌ها در حوزه تکنولوژی پایبند به مسائل اخلاقی و فرهنگی نیستند»، گفت: «اما ما که پایبند هستیم و خط قرمزهایی داریم، معتقدیم که هر تکنولوژی باید پالایش شود.»

### ورود زنان به ورزشگاه
در اردیبهشت ۱۳۹۴ در دیدار با رئیس کمیته اخلاق فدراسیون فوتبال و اعضای این کمیته گفت که در مورد دعوت بانوان به ورزشگاه‌ها مسائلی وجود دارد و ما نمی‌توانیم هر کاری که غربی‌ها انجام می‌دهند، انجام دهیم؛ خط قرمزهایی در آئین ما وجود دارد که باید آن را رعایت کرد و باید استقلال فرهنگی خود را در زمینه فرهنگی نیز حفظ کنیم.
وی در دیدار با فرمانده پلیس هم چنین گفت که در شرایط کنونی کشور چه ضرورتی دارد که زنان به ورزشگاه بروند و چه مشکلی پیش می‌آید اگر نروند؟

### نظریه تکامل حیات
او دربارهٔ تکامل گفت: «مسئله تکامل یا ثبوت انواع مسئله‌ای نیست که بتوان با آزمایش و دلایل حسّی و عقلی اثبات کرد چرا که ریشه‌های آن در میلیون‌ها سال قبل نهفته شده، بنابراین آنچه طرفداران یا مخالفان آن می‌گویند همه شکل فرضیه دارد و دلایل آن‌ها بیش از یک سلسله دلایل ظنّی نیست، بنابراین هرگز نمی‌توان گفت آیات خلقت انسان و عبارات نهج البلاغه با گفته‌های آن‌ها نفی می‌شود. به تعبیری دیگر: علوم در این گونه فرضیّات راه خود را طی می‌کنند بی‌آنکه بتوانند لطمه‌ای به باورهایی مذهبی بزنند لذا فرضیّات علمی دائماً در حال تغییر و تحولّند و ای بسا فردا، قراین تازه‌ای کشف بشود و فرضیّهٔ ثبوت انواع، طرفداران بسیار زیادتری پیدا کند؛ مثلاً در این اواخر در مطبوعات، این خبر به چشم می‌خورد که جمجمه‌هایی از انسان‌های مربوط به حدود ۲ (دو) میلیون سال قبل پیدا شده که با انسان امروزی فرق چندانی ندارد و این مطلب پایه‌های فرضیّه تکامل را به لرزه درآورد چرا که آن‌ها معتقدند انسان‌هایی که در چند صد هزار سال قبل می‌زیسته‌اند هر گز به صورت انسان‌هایی کنون نبوده‌اند. از این سخن به خوبی می‌توان نتیجه گرفت که این فرضیهها تا چه حد ناپایدار است و در پرتو اکتشافات جدید ممکن است متزلزل شود ولی در علوم طبیعی چون راهی جز این نیست به عنوان یک اصل روی آن‌ها تکیه می‌شود تا فرضیّه جدیدی به میدان بیاید.»
که در همین موضوع مؤسسه علمی فرهنگی «وارثین ملکوت»، ردیه‌ای بر نظرات مکارم شیرازی با عنوان «نقدی بر آراء ناصر مکارم شیرازی در مورد تکامل حیات» نوشتند.
و همچنین جمعی از شخصیت‌های علمی و دانشگاهی در مورد اظهارات ناصر مکارم شیرازی موضع گرفتند و متنی به عنوان تحدی برای او ارسال نمودند.

### هولوکاست
مکارم شیرازی هولوکاست در جریان جنگ دوم جهانی را خرافه کشورهای غربی نامید و گفت: هولوکاست خرافه‌ای بیش نیست و مقامات اسرائیل می‌خواهند که همهٔ مردمان جهان آن را بپذیرند. آمریکایی‌ها و غربی‌ها متأثر از خرافهٔ جدیدی تحت عنوان هولوکاست هستند، در حالی که حقیقت این مطلب اصلاً روشن نیست. محققان در این باره زندانی می‌شوند به محض اینکه می‌خواهند بدانند که آیا کشتار یهودیان در جریان جنگ دوم جهانی حقیقتاً روی داده یا اینکه بالعکس یهودیان آن را برای مظلوم نمایی ساخته‌اند.

### ساخت سریال شمس و مولانا
مکارم شیرازی در خصوص طرح اخباری پیرامون احتمال ساخت یک مجموعه تلویزیونی راجع به شمس تبریزی و مولانا با عنوان مست عشق، مخالفت خود را با ساخت این سریال اعلام کرد. وی اظهار کرد که انجام این کار را "شرعی" نمی‌داند و علتش را نیز "ضاله خواندن صوفیه" دانست.

### ویروس کرونا
ناصر مکارم‌شیرازی در مورد شیوع ویروس کرونا در ایران از مردم خواست از حضور در اماکن عمومی بپرهیزند و از دستورهای پزشکی تبعیت کنند.

## اتهام فساد اقتصادی
عباس پالیزدار، دبیر کمیته تحقیق و تفحص از قوه قضاییه در دو سخنرانی جنجالی خود، افشا کرد که ۵۰ تن از مقامات و روحانیان بلندپایه نظام جمهوری اسلامی در فساد اقتصادی، دست دارند که به گونه غیر مستقیم، نام ناصر مکارم شیرازی نیز جزو آن‌ها بود.
همان گونه که در برخی از منابع رسمی دیگر، وی به همراه برخی از فقیهان و نظامیان نظام جمهوری اسلامی ایران به فساد بزرگ اقتصادی، از جمله، به عنوان «سلطان شکر» و فساد بیش از ۱۰۰ میلیون دلار، متهم شد.

### اعتراض گروهی از استادان حوزه علمیه به اتهامات مالی وی
در پی انتشار اتهامات فساد مالی ناصر مکارم شیرازی، گروهی از استادان حوزه علمیه در بیانیه‌ای اعتراض‌آمیز، خواستار پاسخگویی وی شدند. البته صحت انتشار این بیانیه مورد اعتماد نیست.
دفتر رسمی مکارم شیرازی در بیانیه ای گفت:
این سخنان کذب محض است و بارها این مسائل را تکذیب کرده‌ایم. نه یک سهم از کارخانه ای در اختیار آیت الله العظمی مکارم شیرازی می‌باشد و نه یک گرم شکر.

## حیوان اعلام کردن دگراندیشان
- ناصر مکارم شیرازی در پاسخ به استفتایی دربارهٔ کتاب قرآن محمدی اکبر گنجی، گنجی را مرتد و ناپاک خوانده است.[۶۰]
- همچنین، وی در پاسخ به استفتایی دربارهٔ شیطان‌پرستان فتوا داده است: «این افراد مختلف هستند. اگر [کسانی] اعتقادات آن‌ها را به‌طور کامل قبول کنند-که یکی از آن‌ها نفی وجود پروردگار یا صفات مسلّم اوست-مرتد محسوب می‌شوند و اگر تنها مسائل بی‌بندوباری و شهوانی آن‌ها را بپذیرند همچون حیوان هستند.»[۶۱][۶۲]